# Trybunał inkwizycji w Pawii
Trybunał inkwizycji w Pawii – sąd inkwizycyjny, kierowany przez dominikanów i mający swą siedzibę w Pawii w księstwie Mediolanu. Jego geneza sięga drugiej połowy XIII wieku, ostatecznie uformował się jako samodzielny trybunał w 1502 i działał do 1774/75. Od połowy XVI wieku był częścią struktur inkwizycji rzymskiej.

## Historia
Diecezja Pawii od 1252 położona była w granicach prowincji inkwizytorskiej Lombardii i Marchii Genueńskiej, w której funkcje inkwizytorskie sprawowali dominikanie. Pierwszym inkwizytorem, którego obecność w Pawii jest udokumentowana źródłowo, był Guglielmo da Bergamo (1273). W 1292–1305 inkwizytorem Pawii był dominikanin Lanfranco da Bergamo, którego działalność jest dość dobrze udokumentowana dzięki zachowanym rejestrom finansowym. Jego następca, Filippo da Como, brał udział w przesłuchaniach włoskich templariuszy.
W XV wieku (prawdopodobnie ok. 1470) Pawia stała się jednym z ośrodków dużego okręgu inkwizytorskiego, obejmującego diecezje Pawii, Piacenzy i Cremony. Paolo Folperti, inkwizytor w latach 1455–1474, był odpowiedzialny za jedne z pierwszych większych polowań na czarownice we Włoszech. Jego następca, Giovanni Domenico da Cremona, kontynuował jego działania w tym zakresie. 
W 1502 okręg Pawii, Cremony i Piacenzy został ponownie podzielony i od tej pory funkcjonował stały trybunał z siedzibą w Pawii. Gioacchino Beccaria, inkwizytor Pawii od 1509, był przez krótki czas jednocześnie także inkwizytorem Mediolanu i przewodniczył wielu procesom o czary.
W 1530 decyzją kapituły generalnej zakonu dominikanów sprawowanie urzędu inkwizycji w Pawii przeszło w ręce obserwanckiej prowincji Obojga Lombardii (dotychczas było w rękach konwentualnej prowincji św. Piotra Męczennika). Dwanaście lat później, w związku z rozszerzaniem się idei reformacji, papież Paweł III utworzył Kongregację Rzymskiej i Powszechnej Inkwizycji, jako centralny organ kierujący działalnością inkwizycyjną we Włoszech. Jej pierwsza znacząca ingerencja na terenie Pawii miała miejsce w 1568, gdy pod wpływem podejrzeń o symonię i nadużywanie swej funkcji odwołała z urzędu inkwizytora Pietro Soleri da Quinzano. 
Trybunał inkwizycji w Pawii został zlikwidowany w latach 1774–1775. Po śmierci inkwizytora Antonio Bossio w 1774 rząd w Wiedniu, któremu od 1714 podlegało księstwo Mediolanu, nie zgodził się na objęcie urzędu przez jego następcę, a 9 marca 1775 cesarzowa Maria Teresa Habsburg wydała dekret, na mocy którego trybunał w Pawii został ostatecznie zniesiony.

## Organizacja
Siedziba trybunału mieściła się w dominikańskim konwencie S. Tommaso w Pawii, który od 1530 należał do prowincji zakonnej Obojga Lombardii. Inkwizytor wywodził się zawsze z tego zakonu. Podlegała mu diecezja Pawii. W stolicy diecezji zastępował go wikariusz generalny, a na prowincji tzw. wikariusze rejonowi, wywodzący się zarówno z kleru zakonnego, jak i świeckiego. Materialnego wsparcia udzielało inkwizytorowi świeckie Bractwo Świętego Krzyża (crocesignati). Trybunał dysponował własnym więzieniem, które zostało zburzone w 1769.

## Inkwizytorzy Pawii (od 1502)
- Giovanni Antonio Savarezzi da Cremona OP, inkwizytor Pawii, Piacenzy i Cremony (ok. 1484–1502), inkwizytor Pawii (1502–1509)
- Gioacchino Beccaria da Pavia OP (1509–1523?), w latach 1519-1521 także inkwizytor Mediolanu
- Bartolomeo da Piacenza OP (1523–1527)
- Tommaso da Alessandria OP (1527–1530)
- Agostino da Vimercate OP (1530–1540?)
- Sante da Mantova OP (1540?–1548)[1]
- Damiano da Brescia OP (1548–1553)
- Stefano Varasio da Asti OP (1553–1558?)
- Umberto Locati OP (1558–1560)
- Domenico Pusterla da Piacenza OP (1561–1565)
- Modesto da Vicenza OP (1565–1567)
- Pietro Soleri da Quinzano OP (1567–1568)
- Giovanni Battista Chiavenna da Milano OP (1569–1572)
- Domenico da Soncino OP (1572–1573)
- Giovanni Battista Donzelli da Mondovì OP (1573–1578)
- Giovanni Domenico Carazano da Mondovì OP (1578–1583)
- Giulio Doffi da Firenze OP (1583–1586)
- Sante Ripa da Genova OP (1586–1592)
- Paolo Pagliari da Capriata OP (1592–1595)
- Sante Ripa da Genova  OP [ponownie] (1595–1601)
- Egidio Pusterla da Piacenza OP (1601–1605)
- Desiderio Scaglia OP (1605–1609)
- Massimo Guazzoni OP (1609–1616)
- Michelangelo Lerri da Forlì OP (1616–1618)
- Paolo Franci da Napoli OP (1618–1620)
- Deodato Seghizzi da Lodi OP (1620–1624)
- Vincenzo Maculani da Fiorenzuola OP (1624–1627)
- Pietro Martire Ricciardi da Acquanegra OP (1627–1629)
- Paolo Airoldi OP (1629–1632)
- Vincenzo Fundoli da Cremona OP (1632–1634)
- Giovanni Vincenzo Lana OP (1634–1637)
- Francesco Cuccini OP (1637–1643)
- Camillo Campeggi da Pavia OP (1643–1644)
- Niccolò Buzzalo da Modena OP (1645–1652)
- Stefano Boido da Castellacio OP (1652–1662)
- Giulio Mercori da Cremona OP (1662–1664)
- Tommaso Pusterla da Milano OP (1664–1674)
- Raimondo Nido da Soncino OP (1674–1681)
- Domenico Francesco Peregrini da Como OP (1681–1697)
- Tommaso Pio Testi OP (1697–1708)
- Giovanni Battista Pichi da Ancona OP (1708–1709)
- Giuseppe Maria Berti da Dulcedo OP (1709–1727)
- Carlo Girolamo Maffei da Trento OP (1728–1739)
- Giacinto Maria Ascensi da San Romolo OP (1739–1743)
- Tommaso Agostino Ciccarelli da Forlì OP (1743–1758)
- Giacinto Tommaso Baroni da Diano OP (1759–1761)
- Filippo Boccadoro OP (1762–1765)
- Antonio Bossio OP (1765–1774)